# Coleonyx elegans
El geco yucateco de bandas o cuija manchada, también conocido como cuija yucateca, (Coleonyx elegans) pertenece a la familia Eublepharidae (geckos rayados). Es de brazos largos, delgados y delicados que terminan en uñas retráctiles. Tiene ojos grandes, pupila elíptica y párpados móviles. Escamas de cabeza y cuerpo granulares. En su longitud hocico-cloaca mide en promedio 10.8 cm, la dimensión de la cola puede alcanzar la del cuerpo; esta última puede regenerarse pero pierde su bandeado original. La especie es nativa de México, Belice, Honduras, Guatemala y El Salvador. En México, se distribuye desde el sur de Nayarit en la vertiente del Pacífico y desde el sur de Veracruz por la vertiente del Atlántico, hacia el sursureste del país incluyendo la Península de Yucatán. La especie habita en varios tipos de vegetación como son la selva alta, selva baja y pastizales. Acostumbra vivir en cuevas, oquedades, construcciones viejas, áreas rocosas y grutas. Prefiere climas cálidos a muy cálidos, húmedos y subhúmedos y semicálidos húmedos. La NOM-059-SEMARNAT-2010 ubica a la especie como amenazada; la UICN 2019-1 como de preocupación menor. No existen programas específicos para su protección; los principales factores de riesgo que le amenazan son la reducción de su hábitat natural por cambio de uso de suelo (p. ej. para urbanización) y también la ignorancia, ya que algunas personas aseguran, entre otros aspectos, que la especie es venenosa y por ello es eliminada a la menor oportunidad. Este geco nocturno y terrestre se alimenta de invertebrados, como arañas, grillos y escarabajos; no es venenoso.